# Vágszabolcs
Vágszabolcs (szlovákul Záblatie) egykori község Szlovákiában, ma Trencsén városrésze a Trencséni kerületben, a Trencséni járásban. Kis- és Nagyzablát egyesítésével jött létre 1909-ben, ekkor kapta magyarosított nevét is.

## Fekvése
Trencsén központjától kb. 4 km-re nyugatra, a Vág jobb oldalán, a 61-es főút és az autópálya között található.

## Történelme
Első írásos említése „Zabrath” formában 1266-ból való.
A 18. század végén Vályi András így ír róla: „ZABLÁT. Kis, és Nagy Zablát. Két tót faluk Trentsén Várm. földes Urok Gr. Szörényi Uraság, a’ kinek kastéllyával ékes, lakosaik katolikusok, fekszenek Orechóhoz közel, mellynek filiaji; határbéli földgyeik meglehetősek.”
Fényes Elek 1851-ben kiadott geográfiai szótárában így ír a falukról: „Kis-Zablath, Trencsén m. tót falu, a Vágh jobb partján, ut. p. Trencsénhez 1 fertálynyira: 46 kath. lak. F. u. többen.
Nagy-Zablath, Trencsén m. tót falu, az elébbeni falu mellett: 301 kath., 3 evang. lak. Földje termékeny; erdeje szép; lakosai fával kereskednek. F. u. gr. Serényi, kinek itt kastélya is van.”

## Nevezetességei

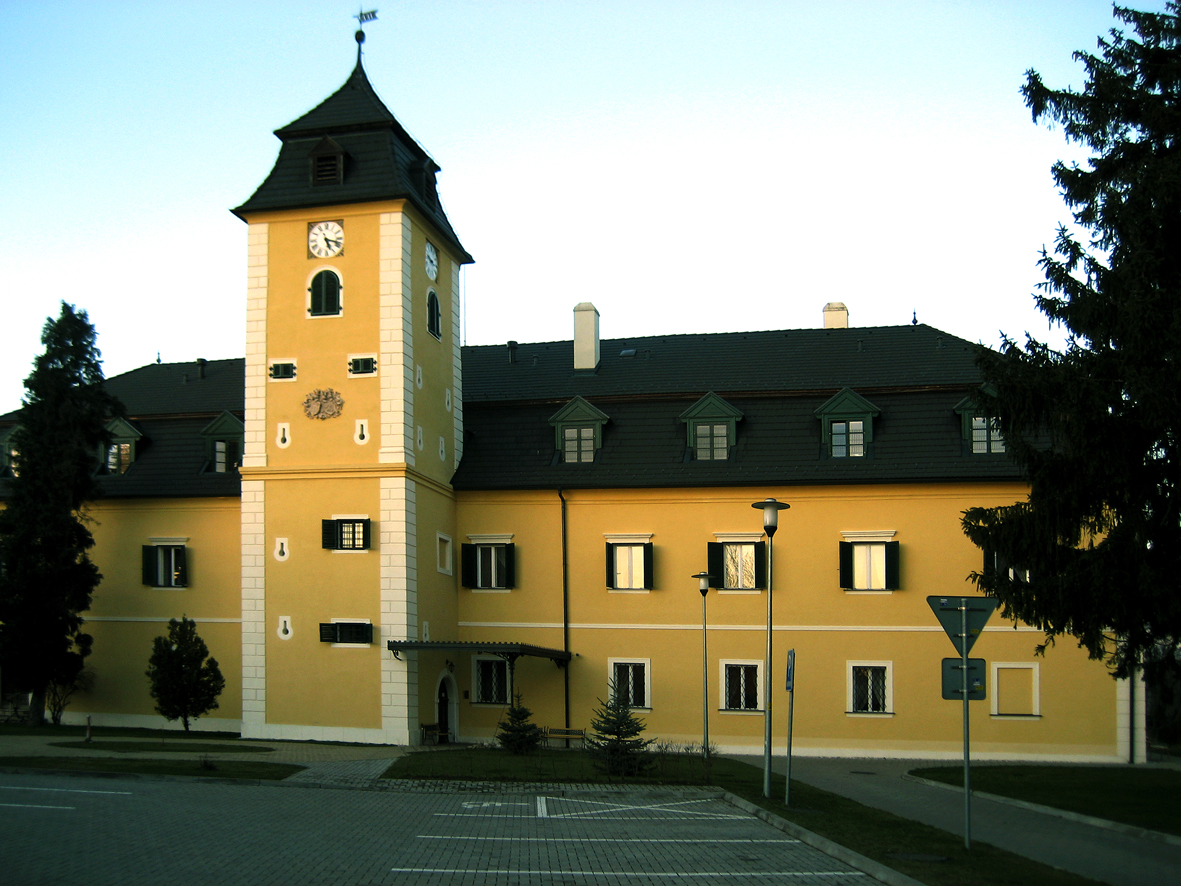
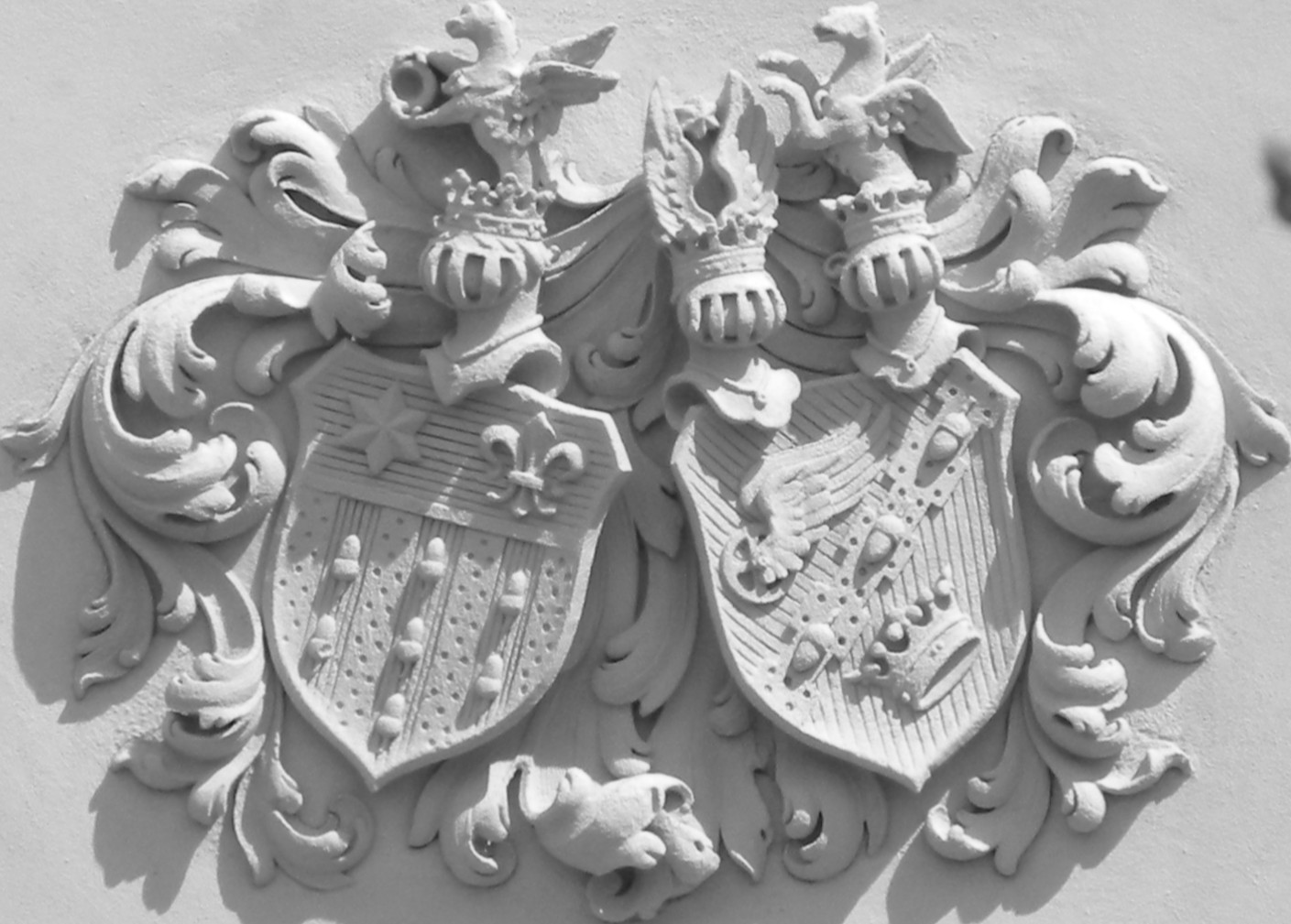
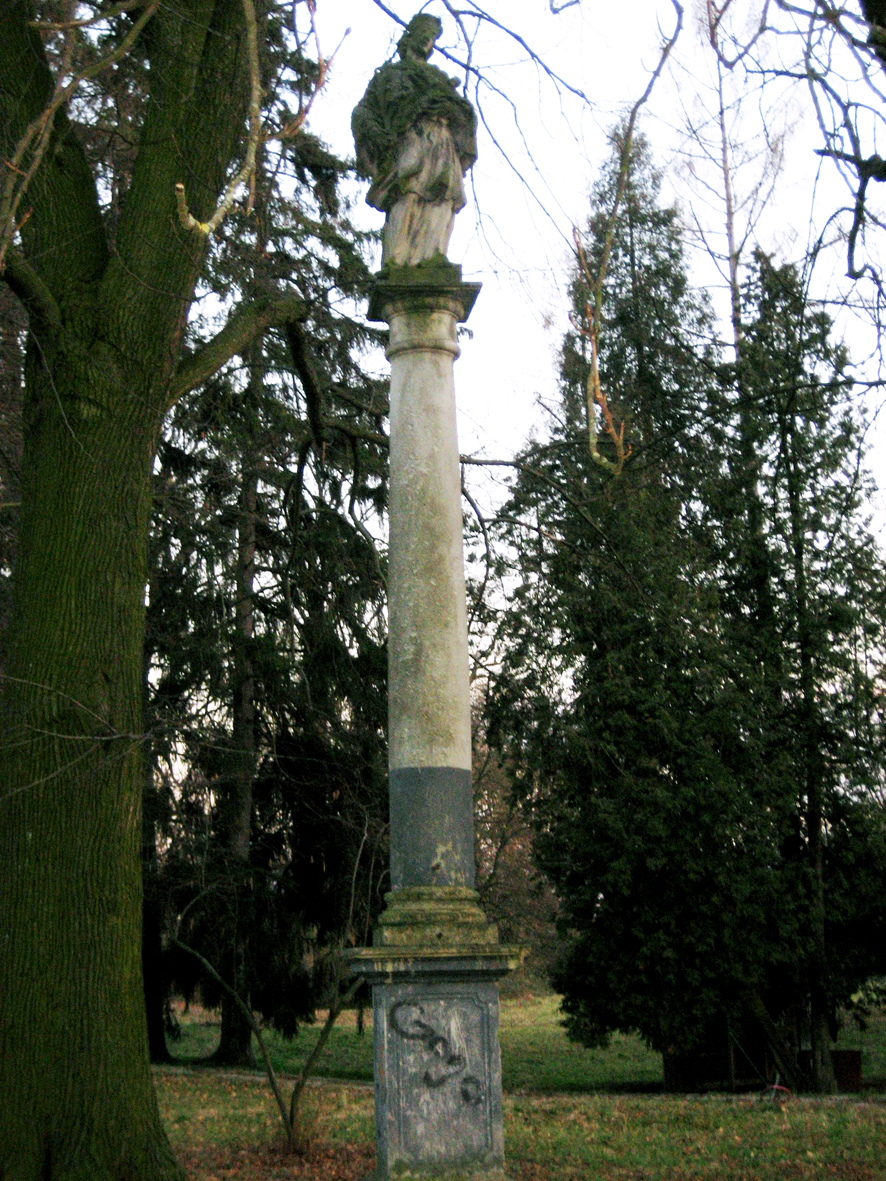
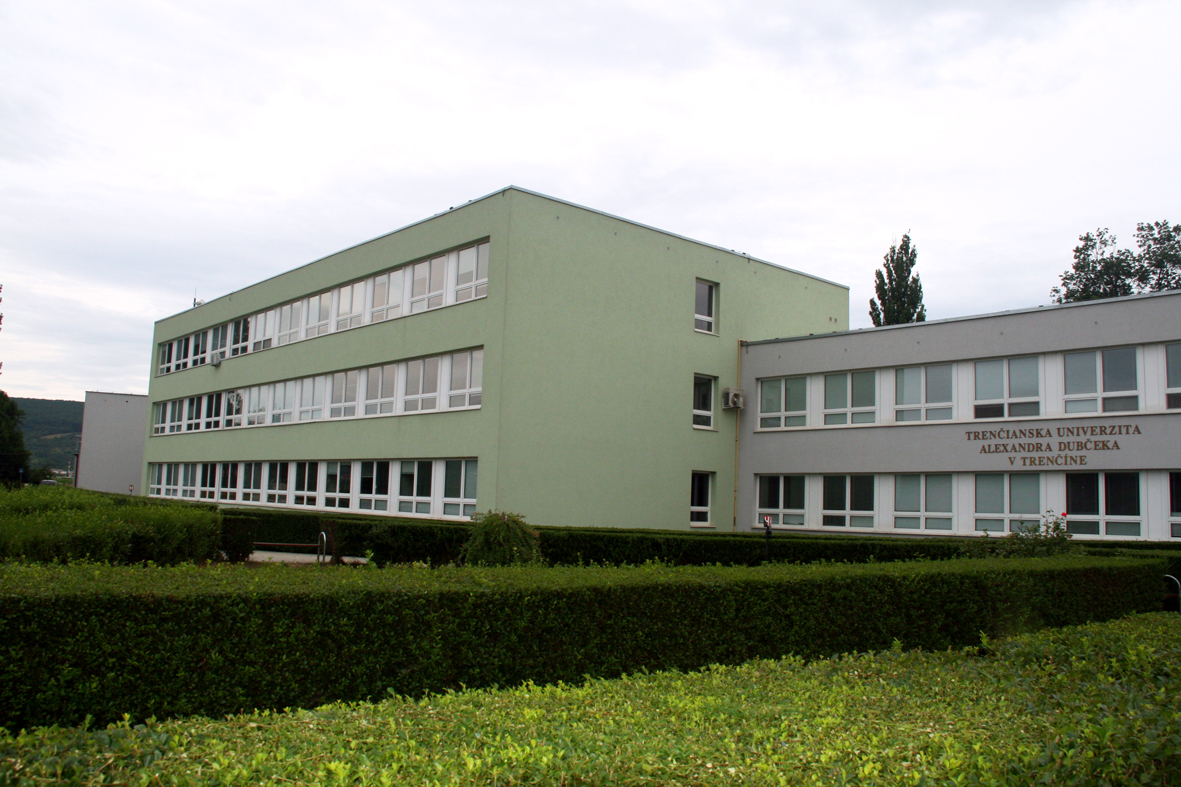

## Külső hivatkozások
- Vágszabolcs a térképen

## Lásd még
- Trencsén
- Csákfalva
- Csákháza
- Diósfalu
- Trencsénpüspöki
- Vágapátfalva
- Vágaranyos
- Vághidas